# برمید ایتربیم (III)
برمید ایتربیم(III) (به انگلیسی: Ytterbium(III) bromide) با فرمول شیمیایی YbBr۳ یک ترکیب شیمیایی با شناسه پاب‌کم ۸۳۷۰۸ است. که جرم مولی آن ۴۱۲٫۷۷ g/mol می‌باشد. شکل ظاهری این ترکیب، جامد سیاه است.